# Дом Отдыха (Алтайский край)
Дом Отдыха — упразднённый посёлок в Алтайском районе Алтайского края России. На момент упразднения входит в состав Айского сельсовета. Исключён из учётных данных в 1983 году.

## География
Посёлок находится в юго-восточной части Алтайского края, на левом берегу реки Катунь, у озера Айское, на расстоянии примерно 1 км (по прямой) к югу от посёлка Катунь.

### Климат
Климат умеренно континентальный с теплым летом и умеренно морозной снежной зимой. Средняя температура января −16,8 °С, июля — +19,2 °С. Годовое количество осадков — 937 мм.